# Catoblepia versitincta
Espèce
Catoblepia versitincta est une espèce de lépidoptères (papillons) de la famille des Nymphalidae, de la sous-famille des Morphinae et du genre Catoblepia.

## Dénomination
Catoblepia versitincta a été décrit par Hans Ferdinand Emil Julius Stichel en 1902.

### Sous-espèces
- Catoblepia versitincta versitincta; présent au Surinam et en Guyane.
- Catoblepia versitincta mossi (Bristow, 1981); présent au Brésil[1].

## Description
Catoblepia versitincta est un papillon aux ailes antérieures à bord costal très courbe et bord externe concave. Le dessus des ailes est de couleur marron avec une large bande orange aux ailes antérieures qui va de la moitié du bord costal à la moitié du bord externe puis forme une bande submarginale jusqu'à l'angle externe. Les ailes postérieures sont marron.
Le revers est marron avec aux ailes antérieures un ocelle à l'apex et la même bande mais de couleur beige et aux ailes postérieures, deux ocelles.

## Écologie et distribution
Catoblepia versitincta est présent au Brésil, au Surinam et en Guyane,.

### Protection
Pas de statut de protection particulier.